# Okopowa
Okopowa – wzgórze w polskiej części Gór Opawskich, w Sudetach Wschodnich, o wysokości 388 m n.p.m. Położone na południu Prudnika, w Lesie Prudnickim. Należy do Korony Parku Krajobrazowego Góry Opawskie.

## Historia
W średniowieczu na szczycie Okopowej stał mały gród rycerski lub strażnica. W 1905 przeprowadzono w tym miejscu badania archeologiczne, w wyniku których znaleziono zwęglone pnie drzew, gliniane naczynia i spalone kości. Gród otoczony był częstokołem, a w środku znajdowały się drewniane chaty i masywna, kamienna budowla. Stojąc na szczycie wieży, strażnik mógł kontrolować rozległą dolinę Złotego Potoku, a także zakole rzeki Prudnik. U podnóża góry, w Dębnickiej Dolinie znajduje się kolejne grodzisko, zaznaczane na niemieckich mapach pod nazwą „Schlossplatz”, czyli „miejsce zamku”, „plac zamkowy”. Jest to typowe średniowieczne, dobrze zachowane grodzisko stożkowe. Na kwadratowej wyniosłości znajdowała prawdopodobnie znajdowała się drewniana wieża, a na otaczających ją z trzech stron wałach palisada. Od czwartej strony gród chronił strumień. W 1998 Andrzej Dereń zlokalizował trzecie grodzisko – ślady nowożytnego obronnego, oszańcowanego obozowiska z czasów wojny trzydziestoletniej lub wojen śląskich. Po jednej stronie grodziska, od strony szczytu Okopowej wykonany jest nieregularny i duży rów. Niemcy nazywali grodziska na Okopowej „Szwedzkimi Szańcami”.
W 1883 prudnicki oddział Morawsko-Śląskiego Sudeckiego Towarzystwa Górskiego wybudował na szczycie Okopowej drewnianą wieżę widokową, z której roztaczał się widok na Prudnik. Był to pierwszy tego typu obiekt wybudowany przez tę organizację w Sudetach. Na początku XX wieku planowano postawić tu pomnik Josepha von Eichendorffa, który ostatecznie w 1911 stanął na Kobylicy.

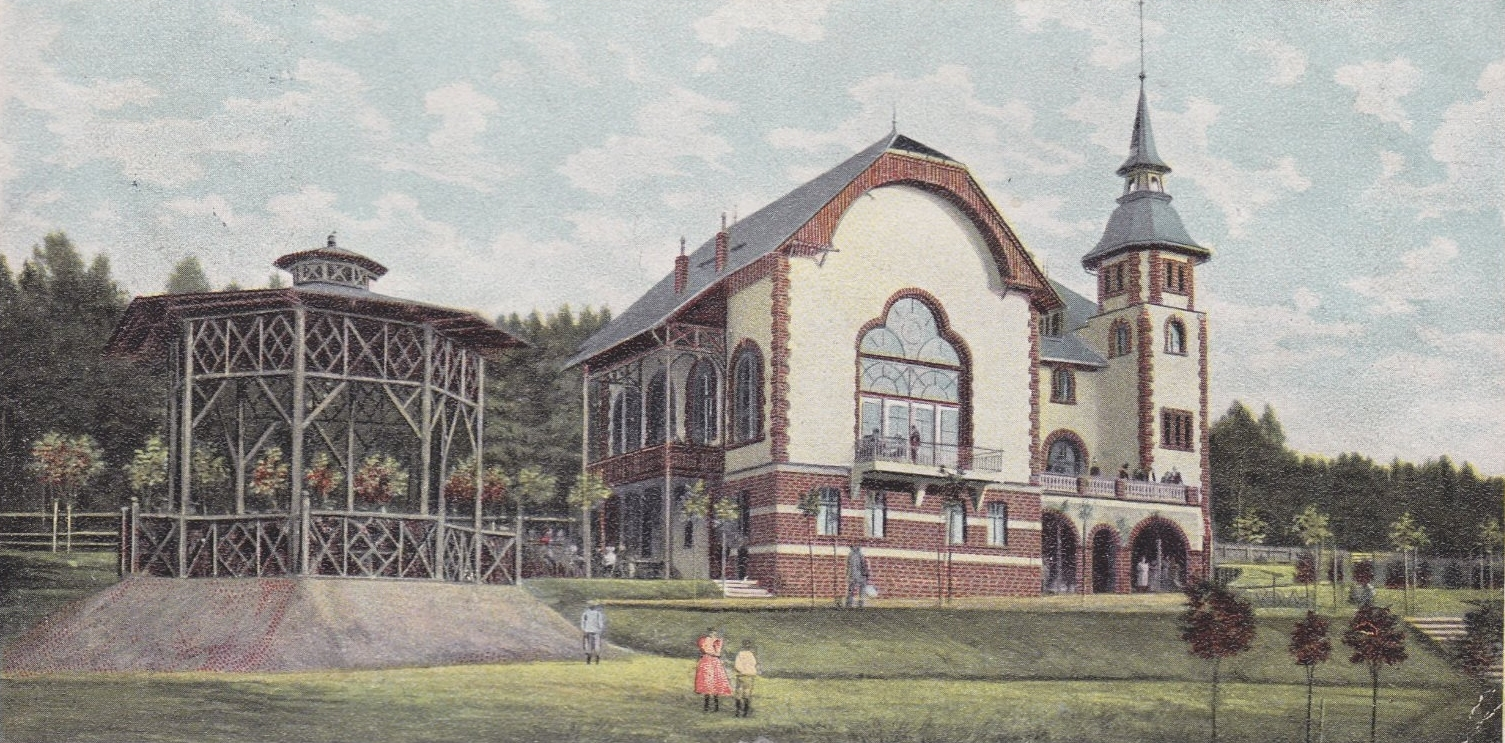
Schronisko „Szwedzki Szaniec”

W 1903 na stokach Okopowej powstało schronisko turystyczne „Szwedzki Szaniec”. Stylowa restauracja i hotel w budynku z wieżą była określana jako sanatorium. Od lat 30. XX wieku mieścił się w nim dom rekolekcyjny i szkoła ewangelicka. Podczas II wojny światowej budynek pełnił rolę sanatorium dla rannych niemieckich żołnierzy. W 1945 budynek został uszkodzony w trakcie działań wojennych. W latach 1946–1947 pozostałości budynku zostały przejęte przez Stopczyńską z Prudnika, która zagospodarowała obiekt na potrzeby cywilne. Organizowano tu zabawy taneczne. Wkrótce jednak wprowadzono zakaz wstępu do Lasu Prudnickiego, a dawną restaurację przejęło wojsko, które w okresie między 1947 a 1952 dokonało przyspieszonej dewastacji budynku. Żołnierze mieli przeprowadzać detonacje ładunków wybuchowych na Okopowej oraz Kaplicznej Górze. Jeszcze w 1952 istniały zarysy budynku. W 1962 w miejscu dawnego schroniska oddano do użytku nowo wybudowane magazyny broni, otoczone podwójnym płotem z drutów kolczastych, które funkcjonowały do czasu likwidacji prudnickiej jednostki wojskowej. Pod koniec 1980 w magazynach znajdowało się około 400 ton amunicji artyleryjskiej i strzeleckiej oraz 40 ton materiałów wybuchowych i min.

## Turystyka
Atrakcją Okopowej są znajdujące się tu grodziska.

### Szlaki turystyczne
W rejonie Okopowej przebiega szlak turystyczny:
- Szlak Historyczny Lasów Królewskiego Miasta Prudnik (17,5 km): Park Miejski w Prudniku – stare dęby w Prudniku – Kapliczna Góra – Okopowa – Kobylica – Dębowiec – rozdroże pod Trzebiną – sanktuarium św. Józefa – Kozia Góra – Prudnik–Lipy – Park Miejski w Prudniku